# الطفل اينشتاين
الطفل آينشتاين هي مجموعة من منتجات الوسائط المتعددة ، بما في ذلك البرامج المباشرة من الفيديو ، والأقراص المدمجة ، والكتب ، والبطاقات التعليمية ، ولعب الأطفال ، ومعدات الأطفال التي تتخصص في الأنشطة التفاعلية للرضع والأطفال الصغار ، التي أنشأتها جولي إيجنر كلارك. و تشتهر مقاطع الفيديو بإظهار الأطفال الصغار تحت أنماط بسيطة لمدة أربع سنوات ، وعروض الدمى المتحركة ، والأشياء المألوفة ، مثل العناصر اليومية ، والحيوانات ، واللعب التي غالبًا ما تكون مصحوبة بالموسيقى الكلاسيكية المعاد تشكيلها والتي كتبها الملحنون مثل يوهان سيباستيان باخ ، لودفيغ فان بنيت بيتهوفن ، وولفغانغ أماديوس موتسارت ، وغيرهم كثيرًا بطريقة سهلة ومريحة تعني لأذن طفل.

## روابط خارجية
- الطفل اينشتاين على موقع ميوزك برينز (الإنجليزية)